# برايان بيغز
برايان بيغز (بالإنجليزية: Brian Biggs)‏ هو رسام توضيحي أمريكي، ولد في 9 مارس 1968 في ليتل روك في الولايات المتحدة.

## وصلات خارجية
- برايان بيغز على موقع ميوزك برينز (الإنجليزية)